# Nasr ibn Muzàhim
Abu-l-Fadl Nasr ibn Muzàhim ibn Yassar al-Minqarí at-Tamimí (àrab: أبو الفضل نصر بن مزاحم بن يسار المنقري التميمي, Abū l-Faḍl Naṣr b. Muzāḥim b. Yassār al-Minqarī at-Tamīmī) o, més senzillament, Nasr ibn Muzàhim fou un historiador àrab xiïta (Kufa, c. 748-827).
Va viure a Kufa i més tard a Bagdad. Va agafar una gran reputació de savi de l'islam; alguns el consideren xiïta extremista. Va escriure Kitab waqat Siffín (‘Llibre de la batalla de Siffín’), versió dels fets del regnat d'Alí ibn Abi-Tàlib des d'una perspectiva xiïta. Va escriure altres llibres sobre la batalla del Camell, la mort d'al-Hussayn i altres episodis històrics importants per als xiïtes, que no s'han conservat.